# SN 1991M
SN 1991M – supernowa typu Ia odkryta 19 marca 1991 roku w galaktyce IC1151. Jej maksymalna jasność wynosiła 14,55m.